# Alexander Grin

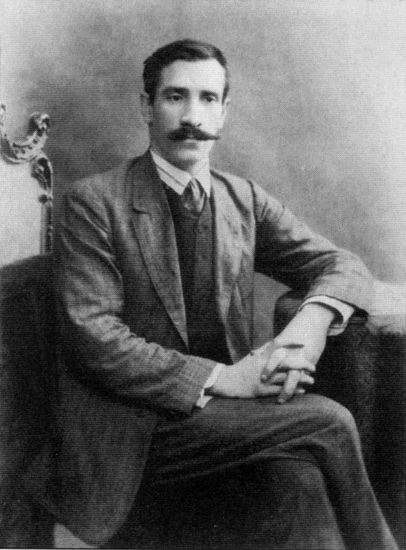
Alexander Grin (1910)

Alexander Grin (russisch Алекса́ндр Грин, eigentlich Alexander Stepanowitsch Grinewski (Алекса́ндр Степа́нович Грине́вский); * 11. Augustjul. / 23. August 1880greg. in Slobodskoi; † 8. Juli 1932 in Stary Krym) war ein russischer Schriftsteller.

## Leben
Unter dem Namen Alexander Stepanowitsch Grinewski geboren, war er der Sohn eines verbannten Teilnehmers des polnischen Aufstandes von 1863. Er schloss 1896 seine Schulausbildung in Wjatka ab, ging dann nach Odessa und begann ein Leben als Vagabund. Er schlug sich in den verschiedensten Berufen durchs Leben, unter anderem als Goldwäscher im Ural, als Matrose, wobei er mit vielen Häfen und Sprachen in Berührung kam, und als Fischer. Häufig war er jedoch ohne Arbeit und musste betteln gehen. Ein wenig finanzielle Hilfe erhielt er durch seinen Vater.
Nachdem er sich zum Dienst in der russischen Armee gemeldet hatte, wurde er während seiner Militärzeit Mitglied in der damals illegalen Sozialrevolutionären Partei. Seine Agitationstätigkeit brachte ihn ins Gefängnis. In dieser Zeit begann er erste Kurzgeschichten zu schreiben, von denen eine erstmals 1906 in einer Zeitung veröffentlicht wurde. Im selben Jahr wurde er erneut in Sankt Petersburg verhaftet und für die Dauer von vier Jahren in die Region um Tobolsk verbannt. Da es zur Zarenzeit relativ einfach war, aus der Verbannung zu fliehen, fuhr Grin kurzerhand nach Sankt Petersburg zurück und lebte dort illegal. Er wurde 1910 erneut verhaftet und in den Regierungsbezirk Archangelsk verbannt. Er lebte dort auf der Insel Kegostrow und heiratete Vera Pawlowna Abramowa. 1912 kehrte er wieder nach Sankt Petersburg zurück und ließ sich von seiner Frau scheiden. In dieser Zeit publizierte Grin hauptsächlich Kurzgeschichten.

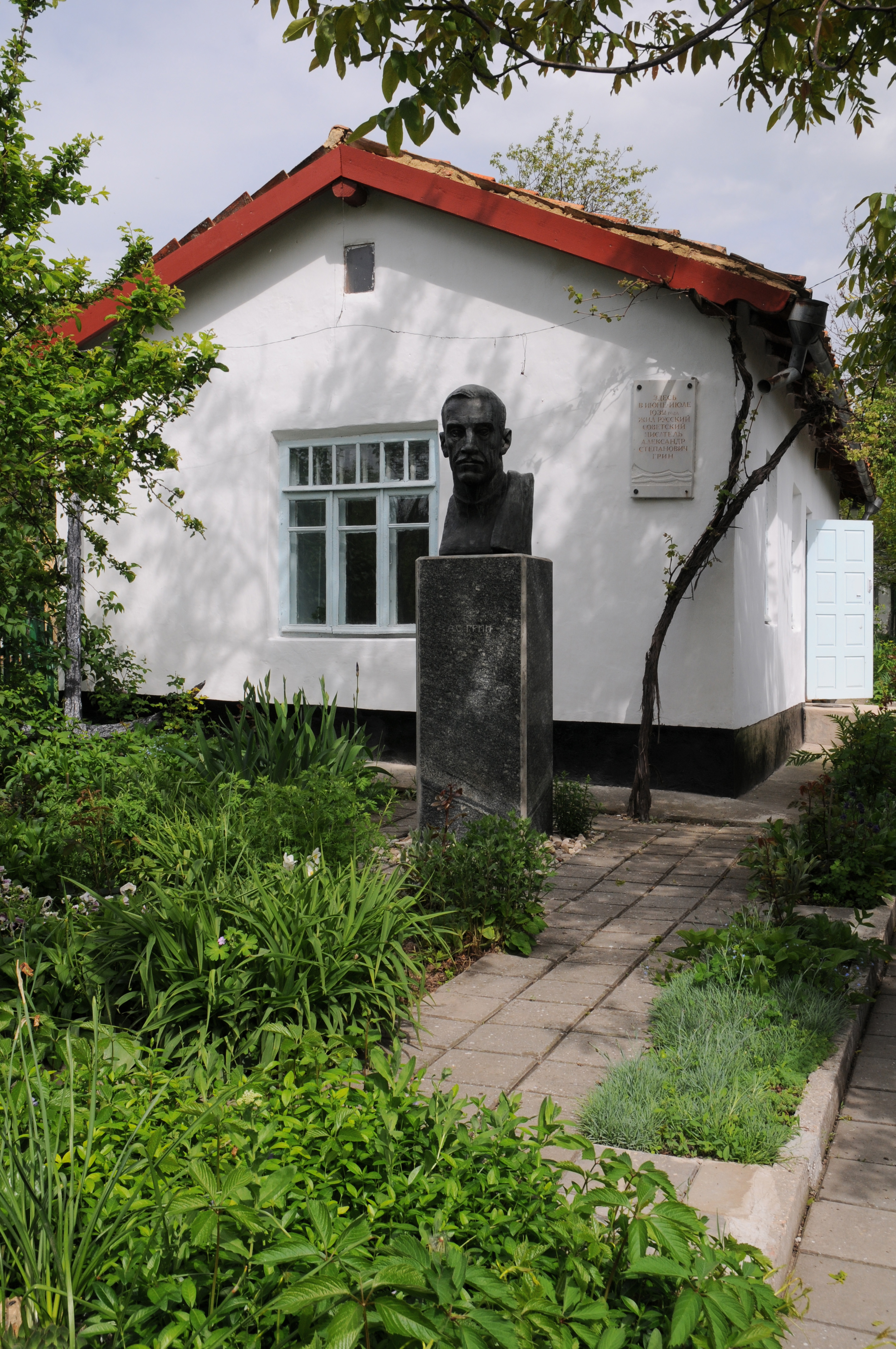
Denkmal für Alexander Grin in Stary Krym

Der Hauptteil seiner größeren Werke wurde von ihm nach der Oktoberrevolution verfasst. Er war während der ersten Hälfte der zwanziger Jahre ein populärer Autor in Sowjetrussland bzw. der Sowjetunion. 1921 heiratete er seine zweite Frau Nina Nikolajewna Grin. Ab 1924 lebte er zusammen mit ihr in Feodossija am Schwarzen Meer. Er geriet aufgrund des Inhalts seiner Romane in Konflikt mit der Partei. Dies führte dazu, dass seine Manuskripte von Verlagen nicht mehr angenommen wurden und er mit seiner Frau in Armut leben musste. Er litt an Alkoholismus und Tuberkulose. 1930 zog er nach Stary Krym im Rajon Kirowske, wo er 1932 an Magenkrebs starb. Tatjana Alexejewna Gagarina schuf das Grabdenkmal auf seinem Grab und seine Büste vor dem Haus des Literatur- und Kunstmuseums in Stary Krym, in dem er zuletzt gelebt hatte.

## Das Werk und seine Nachwirkung
Sein Werk erfreut sich bis heute in Russland großer Beliebtheit. Es ist phantastisch-märchenhaft bis skurril-kafkaesk, wobei letzteres besonders auf seine Kurzgeschichten zutrifft, die u. a. von Edgar Allan Poe und E. T. A. Hoffmann beeinflusst erscheinen. In Der Rattenfänger entwickelt beispielsweise ein Automobil ein Eigenleben. Grins Romane und Erzählungen sind in Phantasielandschaften angesiedelt. Auffallend ist die Verwendung von wohlklingend-assoziativen, frei erfundenen Personen- und Ortsnamen (wie etwa Assol). So kann er zu den neoromantischen Vorläufern eines Magischen Realismus gezählt werden.

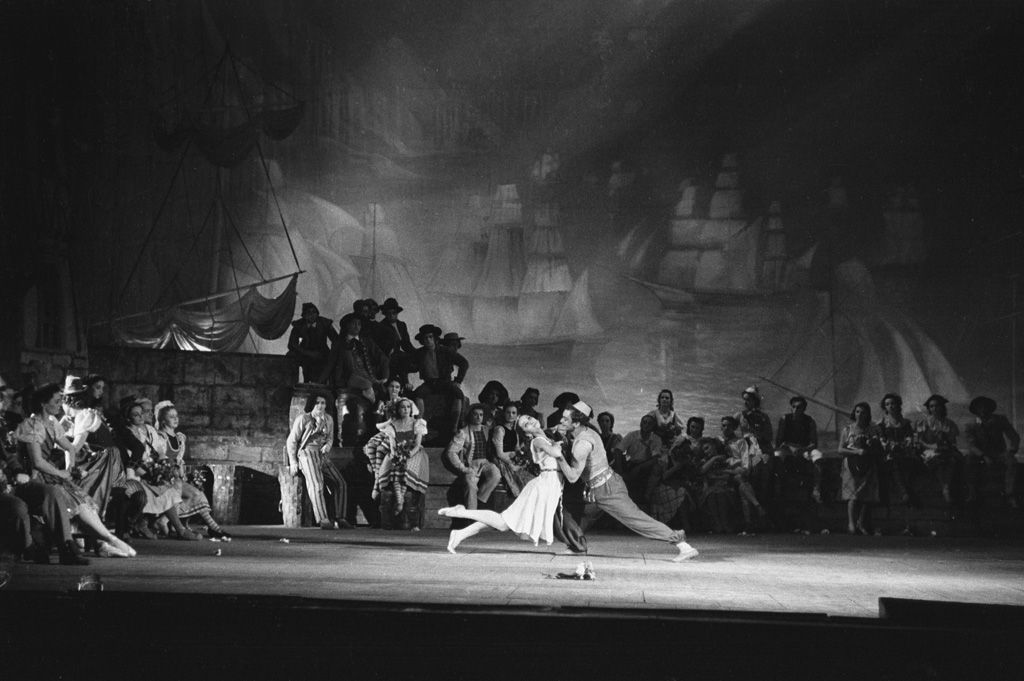
Aufführung des Balletts Das Purpursegel am 5. Dezember 1943 im Moskauer Bolschoi-Theater mit der Ballerina Olga Wassiljewna Lepeschinskaja als Mädchen Assol

Zu seinem romantischen Märchen Das Purpursegel schrieb Wladimir Michailowitsch Jurowski (1915–1972) eine Ballettmusik. Die Erzählung wurde 1961 von Mosfilm verfilmt (siehe Das purpurrote Segel). 1958 wurde Aquarell von dem Georgier Otar Ioseliani für das sowjetische Fernsehen verfilmt. 1972 brachte der tschechische Regisseur Juraj Herz Jessy und Morgiana unter dem Titel Morgiana als Horrorfilm auf die Leinwand, wobei beide Schwestern von der Schauspielerin Iva Janžurová verkörpert wurden. Der jugoslawische Spielfilm Der Rattengott von 1976 basiert auf Grins Roman Der Rattenfänger. Die Romane Die goldene Kette und Die Straße ins Nirgendwo wurden 1988 bzw. 1992 von dem russischen Regisseur Alexander Muratow verfilmt. Hinzu kommen weitere Verfilmungen durch Jan Schmidt, Bulat Mansurow, Pavel Ljubimov, Oleg Tepsow und andere.

## Ehrungen
Nach Grin sind der Asteroid des mittleren Hauptgürtels (2786) Grinevia sowie das russische Flusskreuzfahrtschiff Aleksandr Grin (1984) benannt.

## Werke
- Kapitän Duk (Капитан Дюк, Erzählung, 1915)
- Das Purpursegel (Алые паруса, Roman, 1923); deutsch auch Purpursegel, Rote Segel, aus dem Russischen von Günter Löffler ; mit einem Nachwort von Konstantin Paustowski, Rudolstadt : Greifenverlag, 1961; Das feuerrote Segel, nacherzählt von Willi Fährmann nach einer wörtlichen Übersetzung aus dem Russischen von Galina Lichatschowa ; mit Illustrationen von Frantisek Chochola, Würzburg : Arena, 1987, ISBN 3-401-01473-0; Purpursegel : Erzählung, herausgegeben und mit einem Nachwort von Leonhard Kossuth ; aus dem Russischen von Charlotte Kossuth, Zürich : Unionsverlag, 2023, ISBN 978-3-293-71002-3)
- Die funkelnde Welt (Блистающий мир, fantastischer Roman, 1923)
- Der Rattenfänger (Крысолов, Erzählungen, 1924)
- Die weiße Kugel (Белый шар, Roman, 1924)
- Die goldene Kette (Золотая цепь, Roman, 1925)
- Fandango (Фанданго, Erzählung, 1927)
- Wogengleiter (Бегущая по волнам, Roman, 1928)
- Aquarell (Акварель, Erzählung, 1928)
- Jessy und Morgiana (Джесси и Моргиана, Roman, 1929)
- Die Straße ins Nirgendwo (Дорога никуда, Roman, 1930)
- Автобиографическая повесть (Autobiographie, 1931)